# NGC 3203
NGC 3203 je spiralna galaktika  u zviježđu Vodenoj zmiji.

## Vanjske poveznice
- SEDS: NGC 3203
- (eng.) Revidirani Novi opći katalog
- (eng.) Izvangalaktička baza podataka NASA-e i IPAC-a
- (eng.) Astronomska baza podataka SIMBAD
- (eng.) VizieR